# De Katwijksche Post

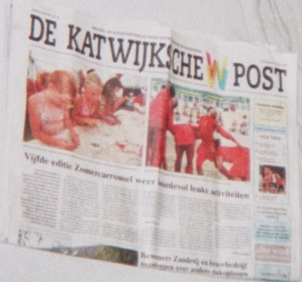
De Katwijksche Post

De Katwijksche Post (opgericht in 1922) is een regionale, wekelijks verschijnende krant in Katwijk en omgeving, in de Nederlandse provincie Zuid-Holland. Anders dan veel wekelijks verschijnende bladen is De Katwijksche Post géén huis-aan-huisblad. Het is nog een van de weinige weekkranten in Nederland waarop men zich kan abonneren. De krant bericht voornamelijk lokaal nieuws en nieuws dat direct te maken heeft met de gemeente Katwijk (incl. de kernen Rijnsburg en Valkenburg) en nieuws uit de regio. De Katwijksche Post verschijnt op donderdagen.
In de krant is kwaliteitsnieuws uit de gemeente Katwijk te vinden. Zo is er elke week uitgebreid verslag van de gemeenteraadsvergadering, opinie, sport, cultuur en ander nieuws te vinden.

## Kappie
In De Katwijksche Post wordt sinds 2002 de strip Kappie gepubliceerd.